# Municipio de Split Rock (Minnesota)
El municipio de Split Rock (en inglés: Split Rock Township) es un municipio ubicado en el condado de Carlton en el estado estadounidense de Minnesota. En el año 2010 tenía una población de 166 habitantes y una densidad poblacional de 1,75 personas por km².

## Geografía
El municipio de Split Rock se encuentra ubicado en las coordenadas 46°27′46″N 92°59′30″O / 46.46278, -92.99167. Según la Oficina del Censo de los Estados Unidos, el municipio tiene una superficie total de 94.81 km², de la cual 94,81 km² corresponden a tierra firme y (0 %) 0 km² es agua.

## Demografía
Según el censo de 2010, había 166 personas residiendo en el municipio de Split Rock. La densidad de población era de 1,75 hab./km². De los 166 habitantes, el municipio de Split Rock estaba compuesto por el 98,19 % blancos, el 1,81 % eran amerindios. Del total de la población el 0,6 % eran hispanos o latinos de cualquier raza.